# あきれた男たち (アルバム)
『あきれた男たち』は、研ナオコの8枚目のオリジナルアルバム。
1980年7月21日発売。販売・発売元はキャニオン・レコード。規格品番は、C25A-0102（LPレコード）、25P-7157（CT）。

## 解説
前作『NAOKO VS AKU YU』以来、約1年ぶりのオリジナルアルバムで、先行シングル「ひとりぽっちで踊らせて」をはじめ、「くちぐせ」と「砂の舟」を含んだ全11曲が収録されている。
2023年10月18日に初めてCD化され、同時に音楽配信も開始された。

## ベスト・アルバムの収録
2023年に初CD化されるまでは、以下の楽曲はCD化されてベスト・アルバムに収録されている。
| 曲名                 | 収録作品                       | 発売日         | 備考                                                             |
| -------------------- | ------------------------------ | -------------- | ---------------------------------------------------------------- |
| プロローグ〜あばよ〜 | 『中島みゆき作品コンプリート』 | 2014年5月21日  | 研ナオコ自身が歌唱した中島みゆきの楽曲を収録したベスト・アルバム |
| あいつのこと         | 『Naoko Sings Ballads』        | 1987年12月16日 |                                                                  |
| Bravo-Bravo          | 『Naoko Sings Ballads』        | 1987年12月16日 |                                                                  |
| 海鳴り               | 『中島みゆき作品コンプリート』 | 2014年5月21日  | 研ナオコ自身が歌唱した中島みゆきの楽曲を収録したベスト・アルバム |

## 収録曲

### LPレコード／コンパクトカセット
| #         | タイトル                 | 作詞       | 作曲       | 編曲      | 時間  |
| --------- | ------------------------ | ---------- | ---------- | --------- | ----- |
| 1.        | 「プロローグ〜あばよ〜」 |            | 中島みゆき | 井上鑑    | 1:01  |
| 2.        | 「空中ブランコ」         | 岡田冨美子 | 伊勢正三   | クニ河内  | 3:39  |
| 3.        | 「居留守」               | 荒木一郎   | 荒木一郎   | 若草恵    | 3:24  |
| 4.        | 「あいつのこと」         | 岡田冨美子 | 桑田佳祐   | 船山基紀  | 3:49  |
| 5.        | 「Bravo-Bravo」          | ちあき哲也 | 西島三重子 | 船山基紀  | 3:52  |
| 6.        | 「海鳴り」               | 中島みゆき | 中島みゆき | 戸塚修    | 3:52  |
| 合計時間: | 合計時間:                | 合計時間:  | 合計時間:  | 合計時間: | 19:37 |

| #         | タイトル                         | 作詞         | 作曲       | 編曲      | 時間  |
| --------- | -------------------------------- | ------------ | ---------- | --------- | ----- |
| 1.        | 「砂の舟」                       | 岡田冨美子   | 伊勢正三   | クニ河内  | 3:28  |
| 2.        | 「ひとりぽっちで踊らせて」       | 中島みゆき   | 中島みゆき | 石川鷹彦  | 4:08  |
| 3.        | 「憎いあんちくしょうのブルース」 | ヨシモトレイ | 石黒ケイ   | 井上鑑    | 4:35  |
| 4.        | 「くちぐせ」                     | 荒木一郎     | 荒木一郎   | 萩田光雄  | 3:17  |
| 5.        | 「のおあんさあ」                 | 門谷憲二     | 西島三重子 | 井上鑑    | 4:39  |
| 合計時間: | 合計時間:                        | 合計時間:    | 合計時間:  | 合計時間: | 20:07 |

### CD／音楽配信
| #         | タイトル                         | 作詞         | 作曲       | 編曲      | 時間  |
| --------- | -------------------------------- | ------------ | ---------- | --------- | ----- |
| 1.        | 「プロローグ〜あばよ〜」         |              | 中島みゆき | 井上鑑    | 1:01  |
| 2.        | 「空中ブランコ」                 | 岡田冨美子   | 伊勢正三   | クニ河内  | 3:39  |
| 3.        | 「居留守」                       | 荒木一郎     | 荒木一郎   | 若草恵    | 3:24  |
| 4.        | 「あいつのこと」                 | 岡田冨美子   | 桑田佳祐   | 船山基紀  | 3:49  |
| 5.        | 「Bravo-Bravo」                  | ちあき哲也   | 西島三重子 | 船山基紀  | 3:52  |
| 6.        | 「海鳴り」                       | 中島みゆき   | 中島みゆき | 戸塚修    | 3:52  |
| 7.        | 「砂の舟」                       | 岡田冨美子   | 伊勢正三   | クニ河内  | 3:28  |
| 8.        | 「ひとりぽっちで踊らせて」       | 中島みゆき   | 中島みゆき | 石川鷹彦  | 4:08  |
| 9.        | 「憎いあんちくしょうのブルース」 | ヨシモトレイ | 石黒ケイ   | 井上鑑    | 4:35  |
| 10.       | 「くちぐせ」                     | 荒木一郎     | 荒木一郎   | 萩田光雄  | 3:17  |
| 11.       | 「のおあんさあ」                 | 門谷憲二     | 西島三重子 | 井上鑑    | 4:39  |
| 合計時間: | 合計時間:                        | 合計時間:    | 合計時間:  | 合計時間: | 39:44 |

## 楽曲解説

### SIDE A
1. プロローグ〜あばよ〜
  - インストゥルメンタル。
2. 空中ブランコ
  - 24thシングル「砂の舟」のB面曲。
3. 居留守
  - 23rdシングル「くちぐせ」のB面曲。
4. あいつのこと
  - サザンオールスターズが1980年に発表した「私はピアノ」の異名同曲。
5. Bravo-Bravo
  - 25thシングル「夢枕」のB面曲。
6. 海鳴り
  - 22ndシングル「ひとりぽっちで踊らせて」のB面曲。中島の4thアルバム『愛していると云ってくれ』[6]に収録されている楽曲のカバー。

### SIDE B
1. 砂の舟
  - 24thシングル。
2. ひとりぽっちで踊らせて
  - 22ndシングル。
3. 憎いあんちくしょうのブルース
4. くちぐせ
  - 23rdシングル。
5. のおあんさあ